# Зурос, Илиас
Илиас Зурос (греч. Ηλίας Ζούρος; род. 11 марта 1966) — греческий баскетбольный тренер.

## Тренерская карьера
Илиас Зурос работал в клубах «Олимпиакос», «Хекмех», «Перистери», «Арис», «Париж Баскет Расинг», «Панеллиниос», «Жальгирис», «Анадолу Эфес».
Он был назван Тренером года в 2010 году.
Зурос был объявлен главным тренером сборной Греции по баскетболу в марте 2011 года. Он тренировал сборную Грецию на чемпионат Европы по баскетболу 2011. После поражения сборной на Олимпийском квалификационном турнире по баскетболу среди мужчин 2012 контракт с Зоуросом не был возобновлен.
В 2013 году вернулся в клуб «Жальгирис», но был уволен после неудачного начала сезона.
25 июня 2019 года он подписал контракт с «Перистери», но 29 ноября 2019 года его контракт был расторгнут.